# Interieurarchitect

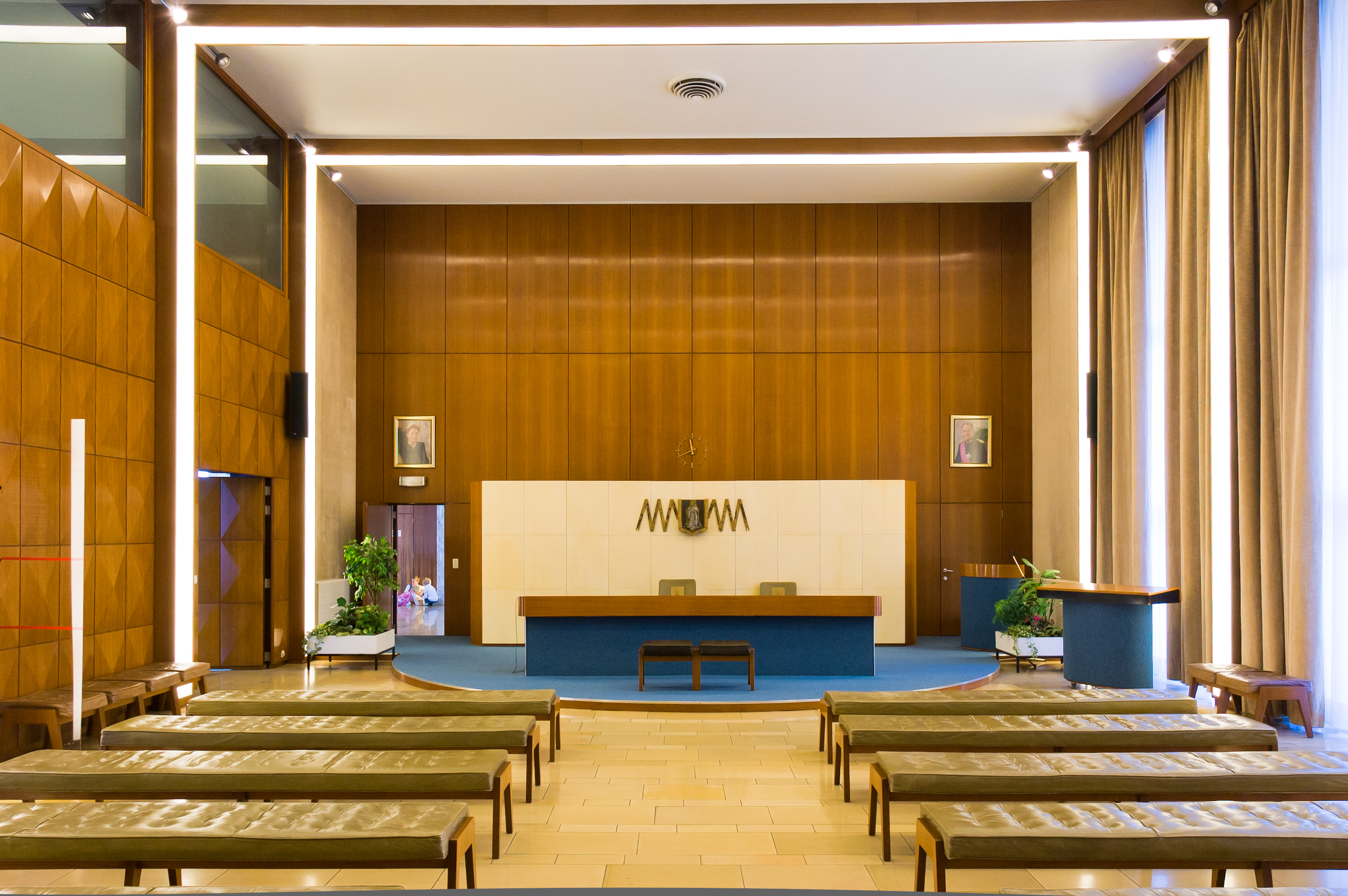
Een trouw- en raadzaal ontworpen door binnenhuisarchitect Jan Van Puyvelde

Een interieurarchitect of binnenhuisarchitect houdt zich bezig met alle aspecten van de binnenruimte; o.a. de functie, routing, ruimte-indeling, inrichting van de diverse ruimten, licht (zowel kunst- als daglicht), kleur en materiaal. De interieurarchitect geeft hiermee vorm aan de leef-of werkomgeving. Het vakgebied wordt interieurarchitectuur, binnenhuisarchitectuur of ruimtelijke vormgeving genoemd.
De opleiding tot interieurarchitect is gelijkgesteld aan die tot architect, stedenbouwkundige of landschapsarchitect, het is een masteropleiding.
Vroeger werd de interieurarchitect pas ingeschakeld nadat de architect het gebouw had ontworpen. Nu wordt meer en meer ontwerp van gebouw en inrichting gecombineerd. Dat zorgt voor meer eenheid.
Door middel van tekeningen maakt de interieurarchitect de plannen duidelijk; plattegronden, doorsneden, maquettes en 3D-visualisaties helpen een helder beeld te scheppen voor de opdrachtgever en de uitvoerenden.
In Nederland is de titel interieurarchitect beschermd. Om de titel te mogen voeren is een inschrijving in het architectenregister nodig. De Beroepsvereniging Nederlandse Interieurarchitecten BNI behartigt in Nederland de belangen van de beroepsuitoefenaars. De Beroepsorganisatie Nederlandse Ontwerpers BNO doet dat ook.
In Vlaanderen wordt de titel "interieurarchitect" uitsluitend gebruikt door afgestudeerden uit de gelijknamige opleiding. Verder circuleren nog interieurvormgever of binnenhuisarchitect die duiden op adviseurs, meestal werkzaam in de woninginrichting. De associatie van interieurarchitecten is AiNB.

## Opleiding

### Nederland
Het opleidingsniveau voor een interieurarchitect / binnenhuisarchitect is een HBO opleiding. Het vakgebied is bouwkunde en architectuur.
De opleiding tot interieurarchitect is te volgen aan een ingevolge de Wet op de architectentitel (WAT) erkende opleiding. Vanaf 31 december 2014 dient na het afronden van de bacheloropleiding aansluitend een 2-jarige masteropleiding interieurarchitectuur gevolgd te worden alvorens men zich als interieurarchitect kan laten inschrijven in het architectenregister. Ook is sindsdien een tweejarige beroepservaringperiode noodzakelijk alvorens men wordt ingeschreven.

### Vlaanderen
- Op het niveau professionele bachelor bieden een viertal hogescholen de opleiding interieurvormgeving aan.
- Op het niveau academische bachelor en master wordt de opleiding interieurarchitect samen aangeboden met de opleiding architect. De theoretische vakken in de eerste jaren lopen grotendeels gelijk; praktijk-opdrachten verschillen. De architectuur-opleiding kent een tweejarige master, de interieurarchitecten een eenjarige master.

## Rol en verantwoordelijkheden van een binnenhuisarchitect
Een binnenhuisarchitect speelt een cruciale rol bij het creëren van functionele en esthetisch aantrekkelijke binnenruimtes. Ze hebben verschillende verantwoordelijkheden en taken die variëren van project tot project. Enkele van de belangrijkste rollen en verantwoordelijkheden van een binnenhuisarchitect zijn onder andere:
Ruimteplanning: De binnenhuisarchitect analyseert de beschikbare ruimte en ontwikkelt plannen voor de optimale indeling en gebruik van de ruimte. Ze houden rekening met de behoeften en wensen van de klant, ergonomie, verkeersstromen en functionaliteit.
Ontwerpconcepten: Binnenhuisarchitecten ontwikkelen creatieve ontwerpconcepten die aansluiten bij de visie en smaak van de klant. Ze werken samen met de klant om de gewenste stijl, sfeer en esthetiek van de ruimte te begrijpen en te vertalen naar een ontwerpplan.
Materiaal- en kleurselectie: Binnenhuisarchitecten adviseren bij de selectie van geschikte materialen, kleuren, texturen en afwerkingen die passen bij het ontwerpconcept. Ze begrijpen de eigenschappen en toepassingen van verschillende materialen en zorgen ervoor dat ze zowel functioneel als esthetisch geschikt zijn voor de ruimte.
Verlichtingsontwerp: Binnenhuisarchitecten spelen een belangrijke rol bij het plannen van verlichting in binnenruimtes. Ze creëren een uitgebalanceerde mix van natuurlijk en kunstmatig licht om de sfeer, functionaliteit en esthetiek van de ruimte te verbeteren.
Samenwerking met professionals: Binnenhuisarchitecten werken vaak samen met andere professionals, zoals architecten, bouwkundig ingenieurs en aannemers. Ze communiceren en coördineren met het team om ervoor te zorgen dat het ontwerp naadloos wordt geïntegreerd in het bouwproces.
Projectbeheer: Binnenhuisarchitecten zijn betrokken bij het beheer van het project, inclusief budgetbewaking, planning en coördinatie van verschillende aspecten van het ontwerp- en uitvoeringsproces. Ze zorgen ervoor dat het project binnen de gestelde deadlines en budgetten wordt voltooid.

## Trends en stijlen in binnenhuisarchitectuur
De binnenhuisarchitectuur is voortdurend in beweging, met voortdurende evolutie van trends en stijlen die de manier waarop ruimtes worden ontworpen beïnvloeden. Enkele van de opvallende trends en stijlen in binnenhuisarchitectuur zijn:
Minimalisme: Minimalistische ontwerpen kenmerken zich door eenvoud, helderheid en functionaliteit. Strakke lijnen, ingetogen kleurenpaletten en het minimaliseren van rommel zijn kenmerkend voor deze stijl.
Eclecticisme: Eclectische ontwerpen combineren elementen uit verschillende stijlen en periodes om een unieke en persoonlijke ruimte te creëren. Het mixen van verschillende meubels, texturen en kleuren staat centraal bij deze stijl.
Duurzaamheid: Duurzaam ontwerpen wint aan populariteit in binnenhuisarchitectuur. Het gebruik van milieuvriendelijke materialen, energie-efficiënte systemen en het bevorderen van recycling en hergebruik staan centraal bij duurzaam ontwerp.
Biophilic design: Biophilic design legt de nadruk op het integreren van natuurlijke elementen in binnenruimtes om een gevoel van verbondenheid met de natuur te creëren. Groenblijvende planten, natuurlijk licht en natuurlijke materialen zijn enkele van de kenmerken van deze stijl.
Technologie-integratie: Met de voortdurende vooruitgang van technologie speelt het integreren van technologische elementen in binnenruimtes een grote rol. Slimme huistechnologie, geautomatiseerde verlichtingssystemen en geïntegreerde audiovisuele systemen zijn enkele voorbeelden van technologie-integratie in binnenhuisarchitectuur.

## Bekende binnenhuisarchitecten en hun invloedrijke projecten
De wereld van binnenhuisarchitectuur heeft enkele invloedrijke figuren voortgebracht die bekend staan om hun innovatieve ontwerpen en hun bijdrage aan de evolutie van de discipline. Enkele bekende binnenhuisarchitecten en hun invloedrijke projecten zijn:

### Kelly Wearstler
Kelly Wearstler is een Amerikaanse binnenhuisarchitect bekend om haar gedurfde en eclectische ontwerpen. Ze heeft vele luxe hotels, restaurants en residentiële projecten over de hele wereld ontworpen, waaronder het Viceroy Hotel in Santa Monica en het Four Seasons Hotel in Anguilla.

### Philippe Starck
Philippe Starck is een Franse binnenhuisarchitect en ontwerper die bekend staat om zijn avant-gardistische ontwerpen. Hij heeft verschillende iconische projecten gerealiseerd, waaronder het Delano Hotel in Miami en het Mama Shelter in Parijs.

### Ilse Crawford
Ilse Crawford is een Britse binnenhuisarchitect en oprichter van Studioilse. Ze heeft baanbrekend werk verricht op het gebied van interieurontwerp met een focus op menselijkheid en welzijn. Haar projecten omvatten het Soho House in New York en het Ett Hem Hotel in Stockholm.
Deze bekende binnenhuisarchitecten hebben de grenzen verlegd en de binnenhuisarchitectuur-industrie beïnvloed met hun unieke visies en innovatieve ontwerpen. Hun projecten blijven inspireren en hebben een blijvende impact op het vakgebied.